# كل الإخوة كانوا شجعان (فلم)
كل الأخوة كانوا شجعان، فيلم مغامرات درامي من إنتاج عام 1953، وهو من إنتاج غولدوين ماير. أخذت قصته عن رواية «كل الإخوة كانوا شجعان» للكاتب «بين أميز وليامز» والتي تعود لعام 1919.
أعادت شركة غولدوين ماير إنتاج الفيلم بطبعة جديدة عن فيلم صامت بنفس العنوان يعود لعام 1923 وكان من بطولة لون تشاني وكان من إنتاج أفلام مترو.
كانت نسخة 1953 من إخراج ريتشارد ثورب وإنتاج باندرو بيرمان، وسيناريو هاري براون.
الفيلم من بطولة روبرت تايلور، ستيوارت غرانغر آن بلايث، بيتا سانت جون، كينان واين، جيمس ويتمور، كيرت كازنار، لويس ستون، جون لبتون، مايكل بيت.
ترشح الفيلم لنيل جائزة الأوسكار لأفضل تصوير سينمائي ملون.
وفقاً لسجلات الشركة المنتجة، حقق الفيلم مبيعات بلغت 2004000 دولار أمريكي في شباك التذاكر في أمريكا الشمالية وحوالي 2624000 دولار في المناطق الأخرى. وقد بلغت أرباح الفيلم 958000 دولار أمريكي.

## القصة
يحكي الفيلم قصة بحارين يقعان في حب نفس المرأة. تبحر المجموعة إلى جزر المحيط الهادي الجنوبية. يتصارع الأخ الجيد مع الأخ السيئ للفوز بالمرأة وبكيس من اللؤلؤ.

## روابط خارجية
- مقالات تستعمل روابط فنية بلا صلة مع ويكي بيانات